# 오자와 에이타로

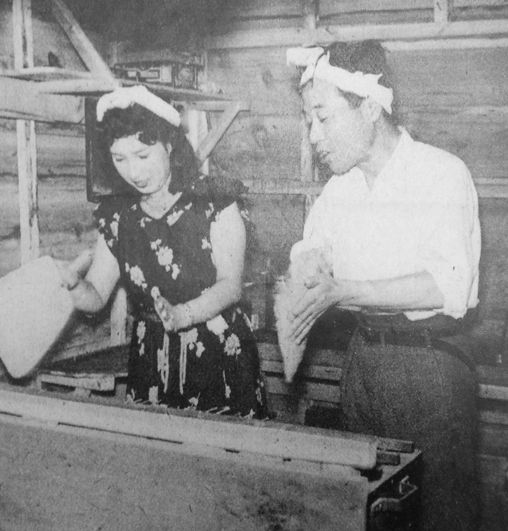

오자와 에이타로(Eitaro Ozawa, 1909년 3월 27일 ~ 1988년 4월 23일)는 일본의 배우, 연출가, 연극 배우, 영화배우, 극작가이다.
도쿄에서 태어났으며 즈시시에서 사망하였다. 사인은 폐암이다.

## 영화
- 마루사의 여자 (1987년)
- 할로 저택의 비극 (1985년)
- 미야모토 무사시 (1984년)
- 고질라 17 - 고질라 1985 (1984년)
- 이누가미 일족 (1976년)
- 신 의리없는 전쟁 - 조장 최후의 날 (1976년)
- 화려한 일족 (1974년)
- 산다칸 8번 창관 (1974년)
- 일본여협전 (1970년)
- 흑장미의 여관 (1969년)
- 하얀 거탑 (1966년)
- 요츠야 괴담 (1965년)
- 암살 (1964년)
- 남편은 보았다 (1964년)
- 우리들의 피가 용서치 않는다 (1964년)
- 사랑, 너의 이름은 슬픔 (1962년)
- 자랑스런 도전 (1962년)
- 아내는 고백한다 (1961년)
- 뒈져라 불한당 (1960년)
- 여자가 계단을 오를 때 (1960년)
- 태양의 묘지 (1960년)
- 인간의 조건 (1959년)
- 입맞춤 (1957년)
- 밤의 강 (1956년)
- 양귀비 (1955년)
- 치카마츠 이야기 (1954년) - 스키몬 역
- 벽 두터운 방 (1953년)
- 우게쯔 이야기 (1953년)
- 젊은이 (1952년)
- 번개 (1952년)
- 분가원솔로 (1951년)
- 추문 (1950년)
- 내 사랑은 불탄다 (1949년)
- 여자 (1948년)
- 쇼조 (1948년)
- 결혼 (1947년)
- 여배우 스마코의 사랑 (1947년)
- 셋방살이의 기록 (1947년)
- 다감고물 (1940년)